# Takashi Furukawa
Takashi Furukawa (古川 隆志 Furukawa Takashi?, nacido el 28 de octubre de 1981 en Saga) es un exfutbolista japonés. Jugaba de centrocampista y su único club fue el Sagan Tosu de Japón.

## Trayectoria

### Clubes
| Club       | País  | Año         |
| ---------- | ----- | ----------- |
| Sagan Tosu | Japón | 2000 - 2004 |